# Araweté
Araweté (Araueté), pleme američkih Indijanaca u brazilskoj državi Pará kod rijeke Xingú u općinama Altamira i Senador José Porfírio na rezervatu Terra Indígena Araweté (Igarapé Ipixuna). Jezično su im srodna plemena Asuriní do Xingú i Kayabí s kojima pripadaju skupini Kayabi-Arawete, porodica Tupi-Guarani. Sami sebe nazivaju Bïde, u značenju  'mi' ,  'ljudi'  ili  'ljudska bića'  ("nós",  "gente",  "seres humanos"), a sve ostalle ljude, uključujući i bijelce nazivaju kamarã, odnossno stranci ili neprijatelji ("estrangeiros", "inimigos"). Populacija im je 1999. iznosila 255.